# Fibulia meandrina
Fibulia meandrina är en svampdjursart som först beskrevs av James Barrie Kirkpatrick 1907.  Fibulia meandrina ingår i släktet Fibulia och familjen Dendoricellidae. Inga underarter finns listade i Catalogue of Life.